# Einadia
Einadia és un gènere de planta amb flors  amb unes set espècies dins de la familia Amaranthaceae, encara que anteriorment estava dins de la família de les quenopodiàcies, abans que el Grup per a la filogènia de les angiospermes proposés incloure tota aquesta família dins de les amarantàcies. És originària de Austràlia i Nova Zelanda.
Als Països Catalans es pot trobar Einadia nutans, una espècie australiana naturalitzada i de vegades amb potencial invasor en terrenys alterats del litoral gironí, entre Sant Pol de Mar i Palafrugell.

## Taxonomia
El gènere fou descrit per Constantine Samuel Rafinesque i publicat el 1836. L'espècie tipus és:  Einadia linifolia.
De tota manera aquest nom està discutit i té diferents sinònims. La investigació filogenètica va revelar que el gènere Chenopodium era altament polifilètic i no reflectia com les espècies estaven relacionades de manera natural. Per tant, és necessària una nova classificació: 
- Einadia Raf. in Fl. Tellur.(1838)[5]
- Rhagodia R.Br. in Prodr. Fl. Nov. Holland.(1810)[6]
- Chenopodium L. in Sp. Pl.(1753):[7] Fuentes-Bazan et al. (2012) van incloure Rhagodia i/o Einadia a Chenopodium[8]

## Espècies
| - Einadia allanii - Einadia hastata - Einadia linifolia - Einadia nutans | - Einadia polygonoides - Einadia triandra - Einadia trigonos |

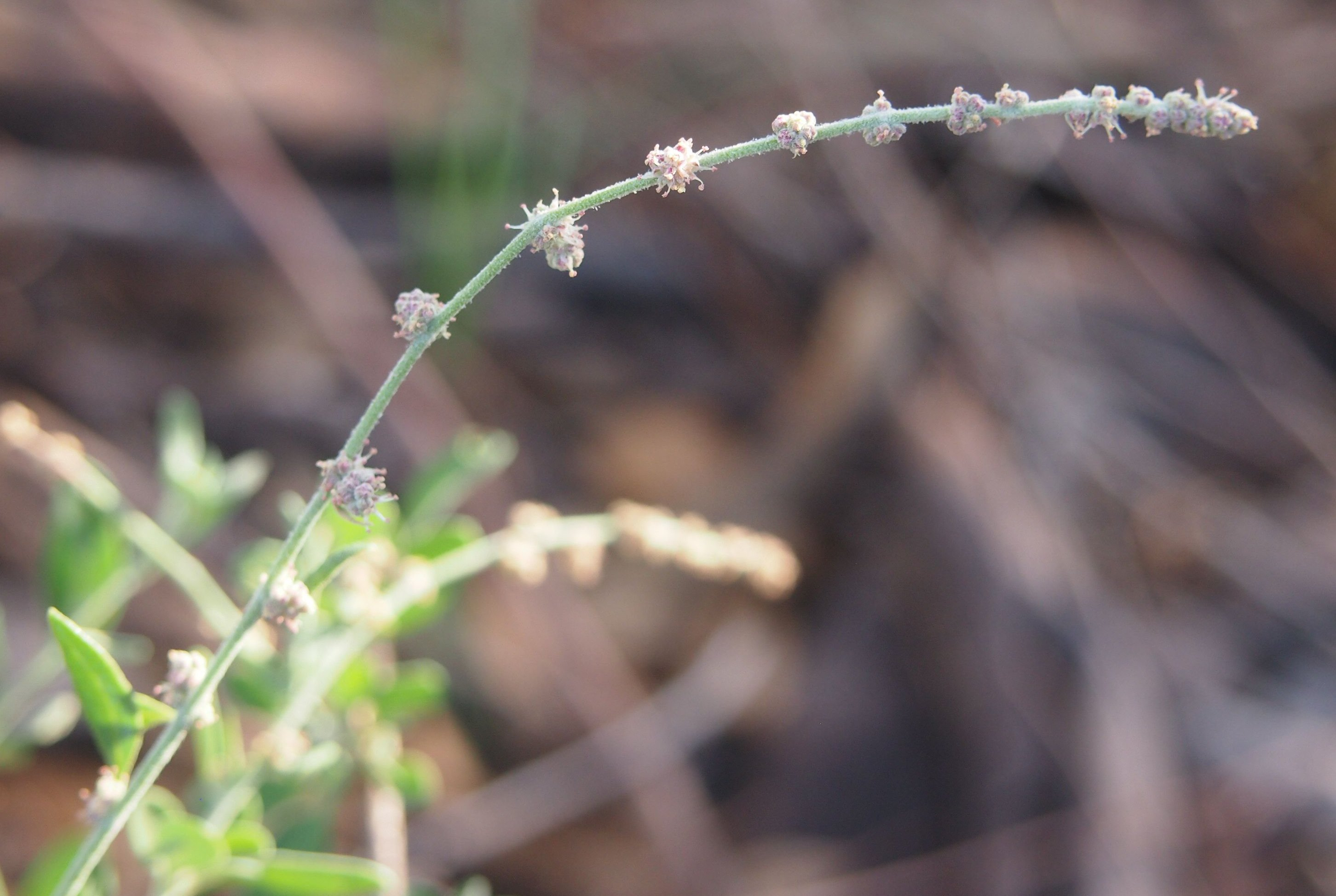
Tija amb flors de Chenopodium (=Einadia) nutans.
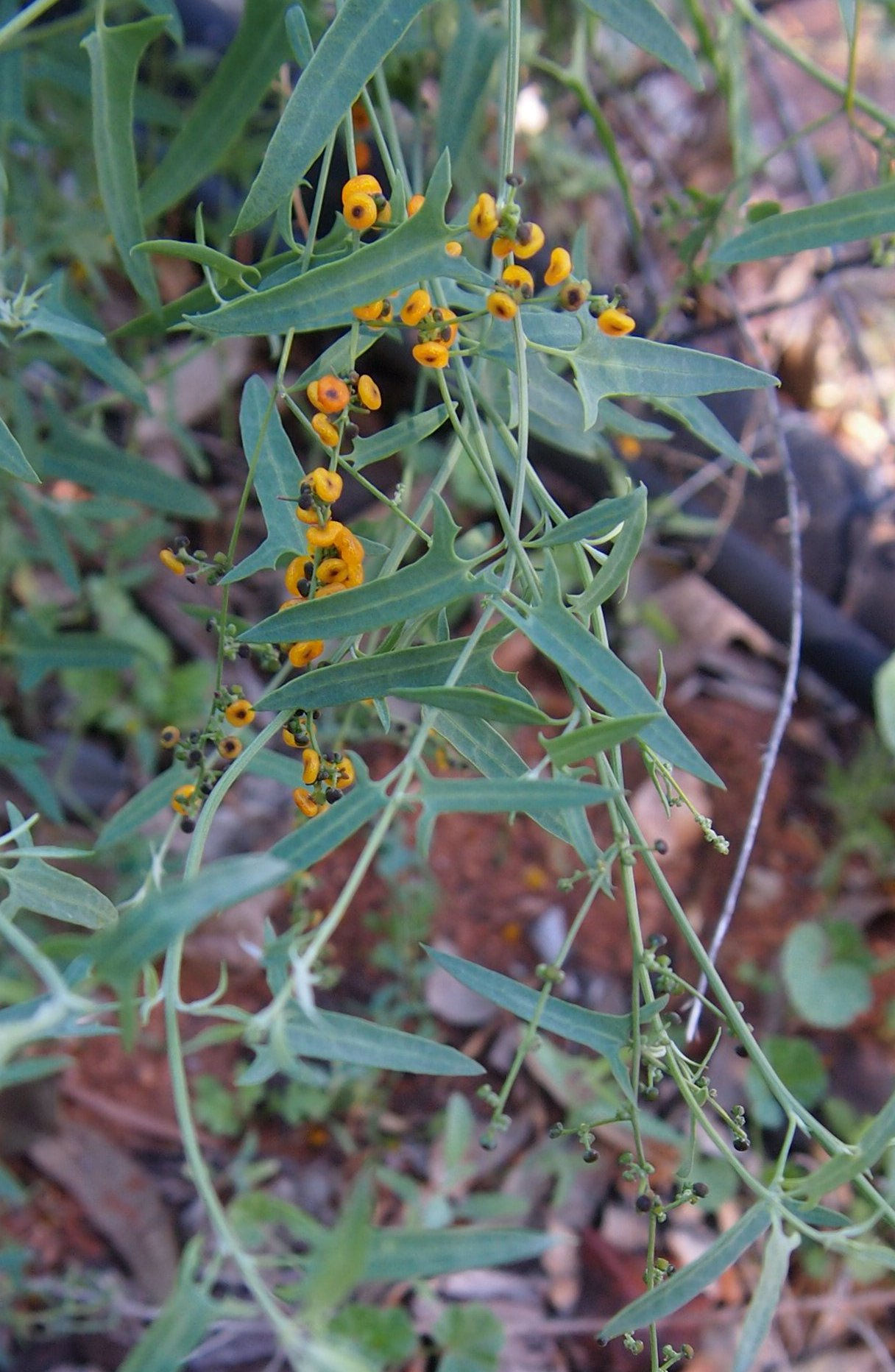
Fruits i fulles d'Einadia sp
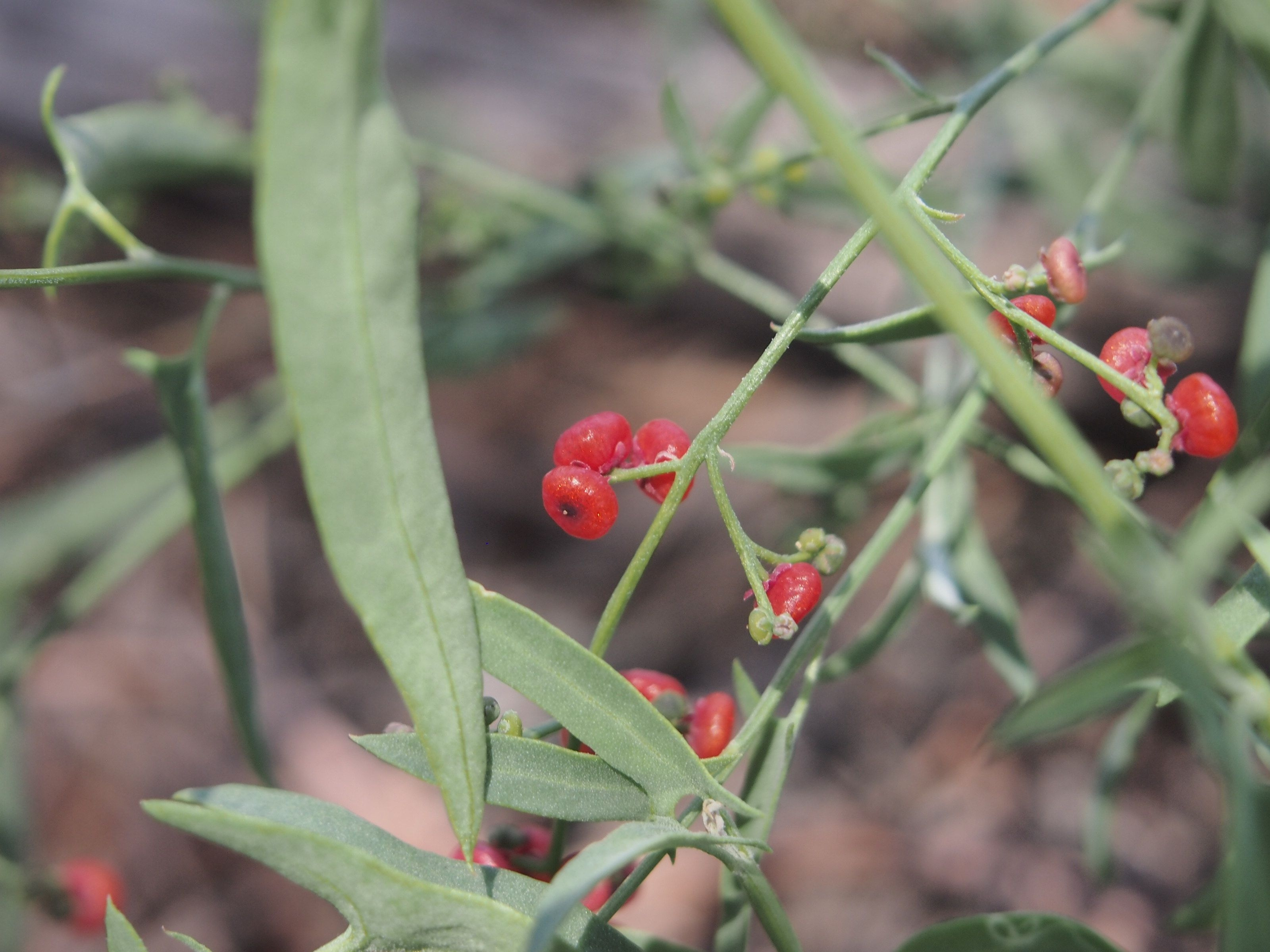
fruits madurs
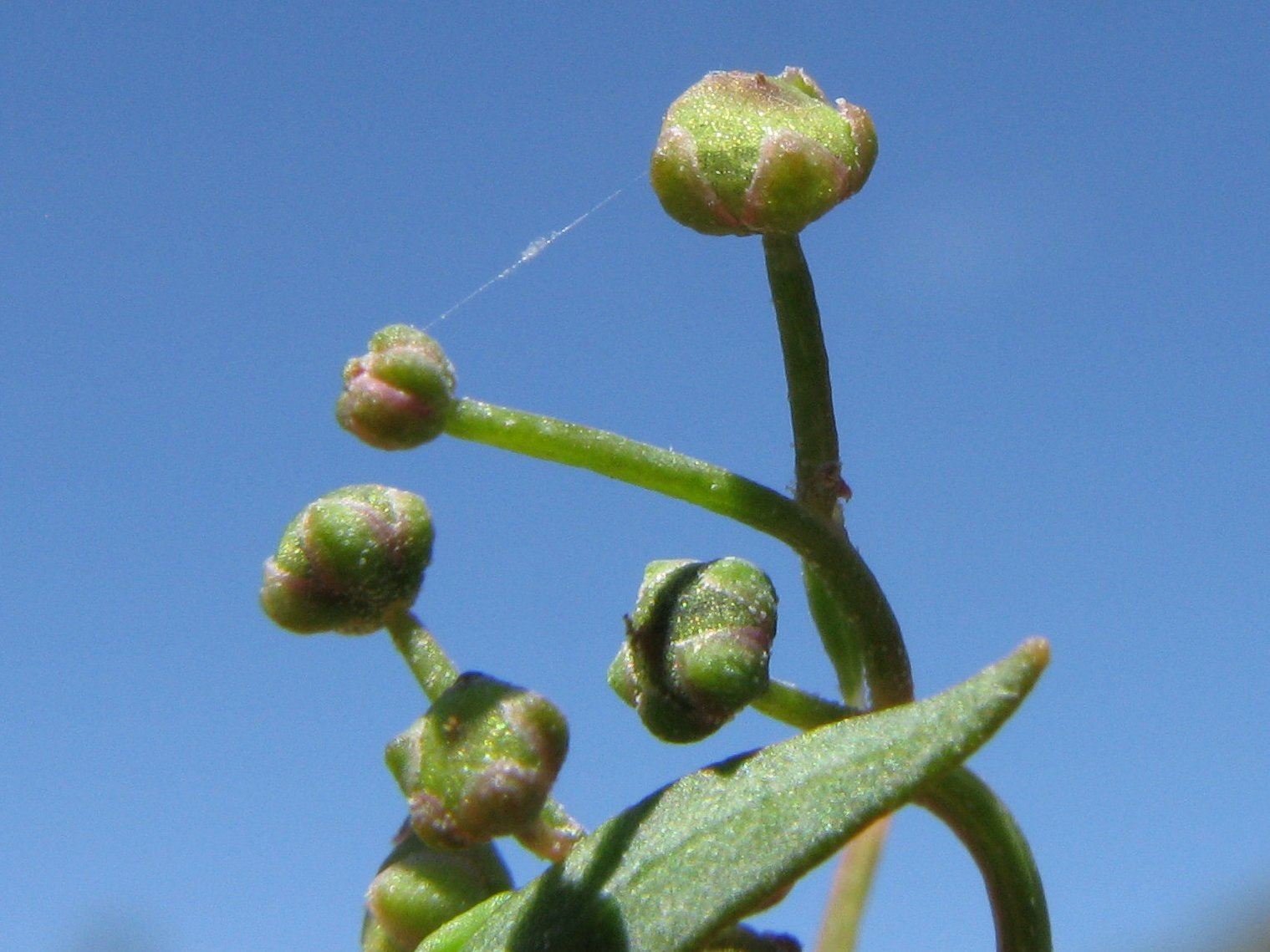
Flors(detall) típiques de les quenopodiàcies